# Tetlin (Alaska)
Pour les articles homonymes, voir Tetlin.
Tetlin est une ville d'Alaska aux États-Unis, appartenant à la Région de recensement de Southeast Fairbanks. Sa population était de 127 habitants en 2010.

## Localisation
Tetlin est située à 63° 08′ 16″ N, 142° 31′ 28″ O, le long de la rivière Tetlin, entre Tetlin Lake et la rivière Tanana, à environ 32 kilomètres de Tok. Elle se trouve à l'intérieur du Refuge faunique national de Tetlin. La ville est reliée à l'Alaska Highway par une piste non goudronnée. Elle est au kilomètre 0 de la Taylor Highway.

## Refuge faunique national de Tetlin
Établi en 1980 pour préserver l'habitat et les zones de migration de plusieurs espèces animales locales, la réserve, de 300 000 hectares, comporte montagnes et rivières alimentées par des glaciers, forêts et zones de toundra, ainsi qu'une vaste zone de marécages. Elle s'étend autour de deux rivières, la Nabesna et la Chisana, toutes deux affluents de la Tanana. Cette zone héberge plus de 180 espèces différentes d'oiseaux. La partie supérieure de la vallée de la Tanana a été surnommée le Tetlin Passage puisqu'elle est le lieu de passage des oiseaux migrateurs venant du Canada et rejoignant les autres états des États-Unis ainsi que l'Amérique du Sud. Un grand nombre d'oiseaux nichent dans la zone du refuge. On y trouve des canards, des cygnes, ainsi que des grues couronnées. On peut y rencontrer 90 000 oiseaux simultanément.
Tetlin héberge aussi une large variété de mammifères, mouflon de Dall, loups, ours grizzli, ours noir, et différentes sortes de caribous, ainsi que plusieurs types de poissons, dans les rivières et les lacs.

## Histoire

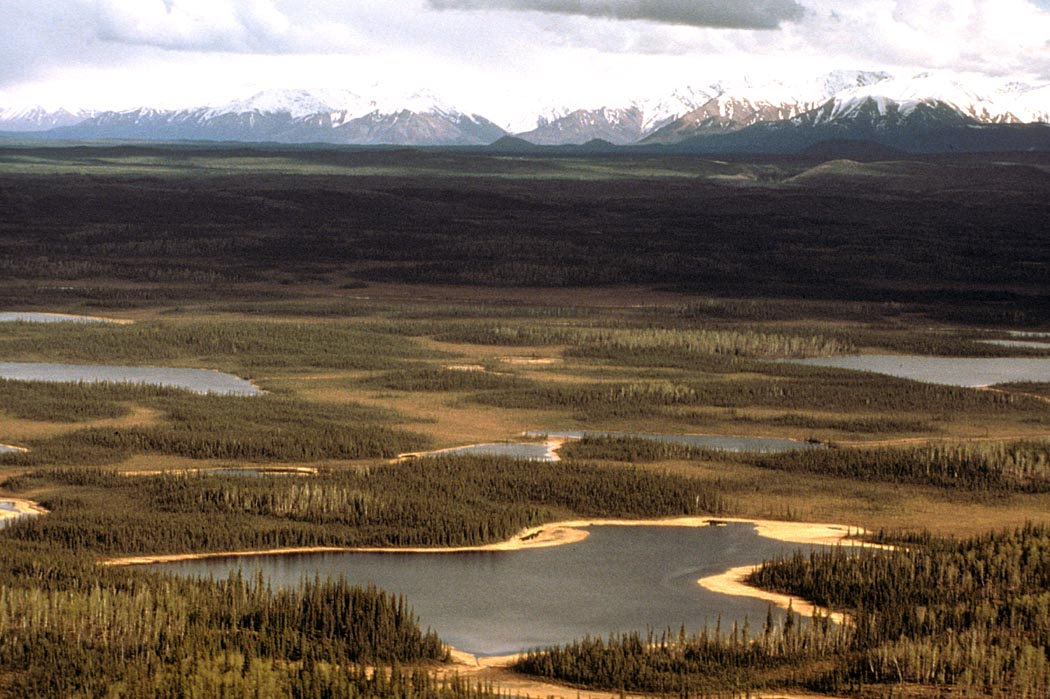
Marécages de Tetlin

Les Athabaskans ont vécu à cet endroit, se déplaçant aux changements de saison pour poursuivre leurs activités de chasse et de pêche. En 1885, le lieutenant Allen trouva encore quelques groupes d'indiens qui vivaient là. Les habitants de Tetlin avaient établi de nombreux comptoirs sur le Yukon tandis qu'en 1913, quelques filons d'or furent découverts le long de la rivière Chisana. Une école fut ouverte en 1929, la Poste en 1932, une piste d'atterrissage en 1946.

## Démographie
| 1940 | 1950 | 1960 | 1970 | 1980 | 1990 | 2000 | 2010 |
| ---- | ---- | ---- | ---- | ---- | ---- | ---- | ---- |
| 66   | 73   | 122  | 114  | 107  | 87   | 117  | 127  |

## Sources et références
1. ↑  (en) CIS
2. ↑  « Statistiques des États-Unis - Alaska - Profils des communautés de 2010 » (consulté en novembre 2020)

- (en) Cet article est partiellement ou en totalité issu de l’article de Wikipédia en anglais intitulé « Tok, Alaska » (voir la liste des auteurs).
- L'Alaska et le Yukon - Jacques Klein - Guide peuples du monde -  (ISBN 978-2-907629-76-8)